# Chocz (gmina)
Chocz [xɔt͡ʂ] est une commune rurale de la voïvodie de Grande-Pologne et du powiat de Pleszew. Elle s'étend sur 73,4 km2 et comptait 4 745 habitants en 2010.
Elle se situe à environ 11 kilomètres au nord-est de Pleszew et à 81 kilomètres au sud-est de Poznań, la capitale régionale.

## Géographie
| - Plan de la gmina de Chocz. |